# Campionat del món d'escacs femení de 2016
El Campionat del món d'escacs femení de 2016 fou un matx d'escacs disputat entre Maria Muzitxuk, la campiona regnant, i l'aspirant Hou Yifan, per determinar la campiona del món femenina d'escacs.
El matx es disputà a deu partides entre els dies 1 i 14 de març a Lviv, Ucraïna. Inicialment havia estat programat per les dates de l'11 al 31 d'octubre de 2015, però es va endarrerir perquè no es trobava una seu escaient.
Després de nou de les deu partides Hou Yifan va guanyar el matx per 6 a 3 i va recuperar així el títol.

## Procés de qualificació

### Campionat del món de 2015
El Campionat del món de 2015 fou un torneig play-off de 64 jugadores jugat a Sotxi, Rússia.
Hou Yifan no va formar part del torneig i, per tant, va renunciar al títol. La jugadora amb Elo més alt era Humpy Koneru, però fou eliminada als quarts de final. La final va ser guanyada per Maria Muzitxuk, qui va batre Natàlia Pogonina per 2.5–1.5.

### Grand Prix 2013-14
L'aspirant es classificava guanyant el Grand Prix de la FIDE femení 2013-2014. El Grand Prix va consistir en sis torneigs, i cada jugadora hi podia participar en quatre. El primer el va guanyar Bela Khotenashvili. Llavors Humpy Koneru va guanyar el segon i tercer i va agafar avantatge en punts globals. Després Hou Yifan va guanyar el quart i cinquè, de manera que només ella i Koneru Humpy es trobaven amb possibilitats de guanyar la general. Ambdues favorites jugaren el sisè torneig a Sharjah, Emirats Àrabs Units, amb Humpy liderant la general per 5 punts per davant de Hou Yifan. Amb la necessitat de com a mínim 55 punts i acabar per sobre de Humpy, Hou Yifan va assegurar-se el Grand Prix en guanyar a la ronda nou de les onze previstes.

## Enfrontaments previs
Abans del matx pel Campionat del món de 2016 les dues havien jugat només tres partides d'escacs clàssiques una contra l'altra. Una partida va acabar en taules, mentre les altres dues les va guanyar Hou Yifan amb les peces negres. L'octubre de 2015 les dues varen participar al Grand Prix de la FIDE femení 2015-2016. Hou Yifan hi acabà primera, Muzychuk segona. Els mesos abans de la competició Mariya Muzychuk va disputar l'edició absoluta del campionat d'escacs d'Ucraïna el desembre de 2015. Aquest torneig no es va emetre en directe, i tampoc les partides de Muzychuk es varen publicar, per tal de no donar a Hou Yifan la possibilitat d'estudiar-les. Muzychuk va acabar empatada al 10è lloc, de 12 jugadors. Hou Yifan va disputar el torneig Tata Steel el gener de 2016. Després de començar bé amb 3.5/6 va acabar el torneig amb 5/13, empatada al lloc 12è sobre 14.

## Tria de la seu
El procés de licitació per la seu del matx es va obrir el febrer de 2015. Les ofertes varen haver de ser entregades el 20 d'abril. La FIDE llavors volia decidir en 20 dies les ofertes. Però tal com havia passat en l'anterior campionat, va ser difícil trobar la seu. El juny de 2015, Kirsan Iliumjínov, el president de FIDE, es va reunir amb Andriy Sadovyi, l'alcalde de Lviv, Ucraïna, per parlar sobre la possibilitat de fer-hi el matx. L'1 de juliol de 2015, el matx va ser proposat per tenir lloc a Lviv, Ucraïna, i començar el 8 de març de 2016.

## Matx
Finalment la cerimònia d'obertura tingué lloc l'1 de març de 2016 al Teatre d'Òpera i Ballet de Lviv. Les partides del matx es jugaren entre el 2 i el 16 de març, i en cas de desempat es jugaria el 18 de març.
| Jugadores                | Elo  | 1 | 2 | 3 | 4 | 5 | 6 | 7 | 8 | 9 | 10 | Punts |
| ------------------------ | ---- | - | - | - | - | - | - | - | - | - | -- | ----- |
| Maria Muzitxuk (Ucraïna) | 2563 | ½ | 0 | ½ | ½ | ½ | 0 | ½ | ½ | 0 |    | 3     |
| Hou Yifan (Xina)         | 2667 | ½ | 1 | ½ | ½ | ½ | 1 | ½ | ½ | 1 |    | 6     |